# 주라프문

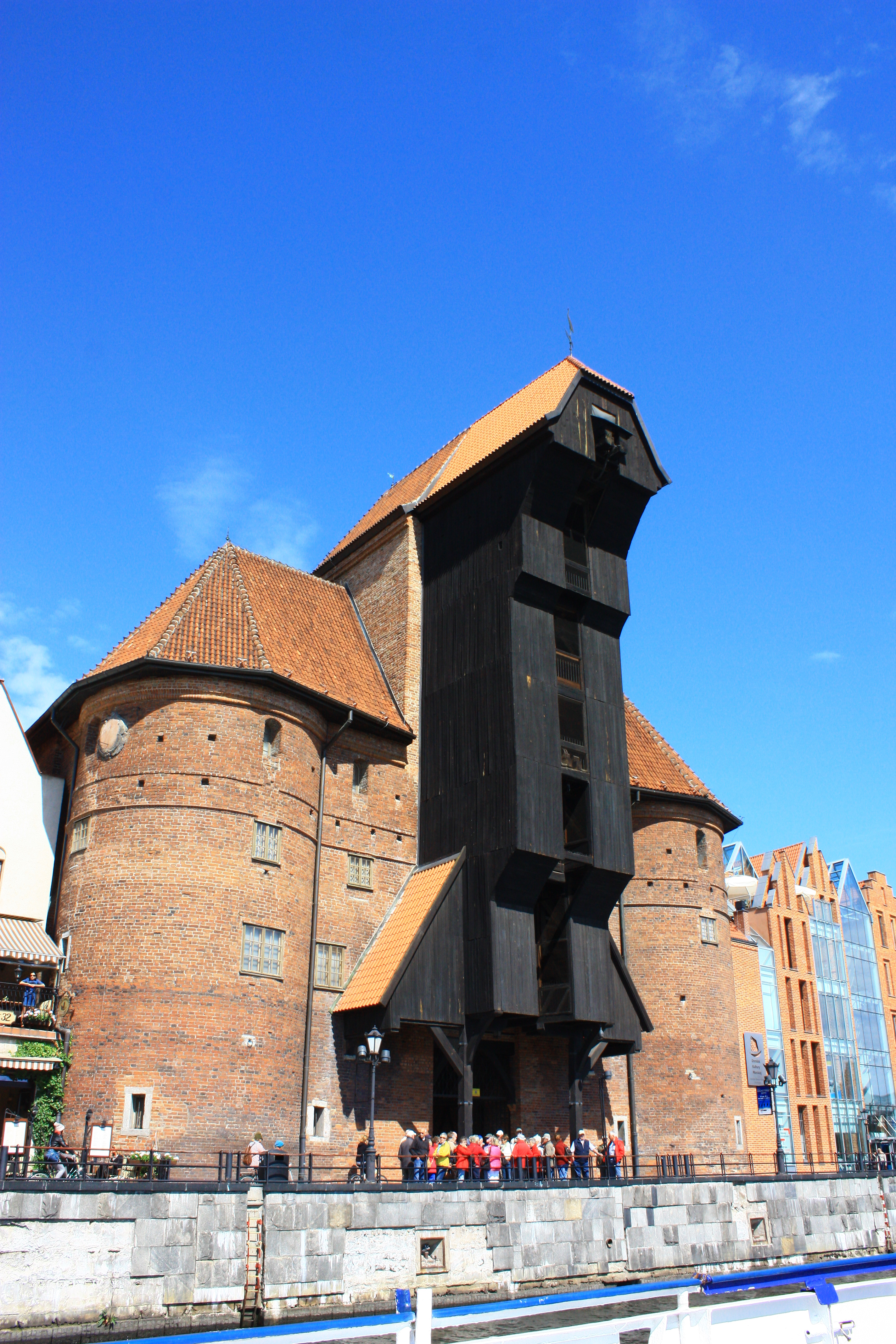
주라프문

주라프문(폴란드어: Brama Żuraw)은 폴란드 포모제주 그단스크에 있는 항구 크레인이자 수문이다. 모트와바강 강변에 위치해 있다. 그단스크에 있는 그단스크 국립해양박물관의 분관 중 하나이며 중세 유럽의 보존된 항구 크레인 중 가장 크고 가장 오래된 것이다.